# Indohya jacquelinae
Espèce
Indohya jacquelinae est une espèce de pseudoscorpions de la famille des Hyidae.

## Distribution
Cette espèce est endémique de Madagascar. Elle se rencontre vers Beforona.

## Description
Le mâle holotype mesure 1,11 mm et la femelle paratype 1,30 mm.

## Étymologie
Cette espèce est nommée en l'honneur de Jacqueline Heurtault.

## Publication originale
- Harvey & Volschenk, 2007 : Systematics of the Gondwanan pseudoscorpion family Hyidae (Pseudoscorpiones: Neobisioidea): new data and a revised phylogenetic hypothesis. Invertebrate Systematics, vol. 21, no 4, p. 365-406.